# Mutual Building
Il Mutual Building (Mutual Gebou in afrikaans), chiamato anche Mutual Heights è un grattacielo di Città del Capo in Sudafrica. L'edificio è un perfetto esempio di architettura art déco.